# Lobelia santos-limae
Lobelia santos-limae là loài thực vật có hoa trong họ Hoa chuông. Loài này được Brade mô tả khoa học đầu tiên năm 1946.